# Wolfgang Daniels
Wolfgang Daniels (* 4. Juli 1951 in Mönchengladbach) ist ein deutscher Physiker und Politiker (Bündnis 90/Die Grünen).

## Ausbildung und Beruf
Wolfgang Daniels studierte Physik an der RWTH Aachen und der Universität Regensburg. Dort wurde er 1982 mit der Arbeit Tieftemperaturemission von Einkristallen quadratisch planarer Übergangsmetallkomplexe unter hohem Druck promoviert. Anschließend war er wissenschaftlicher Mitarbeiter an der Universität Regensburg. Seit 1990 lebt er in Dresden und ist dort Geschäftsführender Gesellschafter der Sachsenkraft GmbH, einer Firma, die sich mit erneuerbaren Energien beschäftigt.

## Politik
Daniels engagierte sich während seines Studiums in der Studentenpolitik. In den Jahren 1974/75 war er Mitglied des dreiköpfigen Sprechergremiums des Sozialliberalen Hochschulverbands (SLH). 
Seit 1979 war er Mitglied in Anti-Atomkraft-Initiativen und in der Bürgerinitiative gegen die atomare Wiederaufbereitungsanlage Wackersdorf (WAA) in Bayern. Als energiepolitischer Sprecher der Grünen nahm er 1987 im Bundestag die hydrologischen und geologischen Gutachten der DWK im Detail auseinander und begründete den Antrag der Grünen auf sofortigen Baustopp für die geplante WAA in der Oberpfalz.
1980 trat er der Partei Die Grünen bei, und von 1983 bis 1987 war er wissenschaftlicher Mitarbeiter der grünen Bundestagsfraktion. Bei der Bundestagswahl 1987 wurde er über die Landesliste Bayern der Grünen in den Deutschen Bundestag gewählt, dem er bis zum Ende der 11. Wahlperiode im Dezember 1990 angehörte. Im Bundestag war Daniels Ordentliches Mitglied des Ausschusses für Umwelt, Naturschutz und Reaktorsicherheit sowie des Ausschusses für Forschung und Technologie. Er war einer der Initiatoren des Stromeinspeisungsgesetzes für erneuerbare Energien.
Daniels gehörte von 2011 bis 2014 dem Dresdner Stadtrat an und war dort Energiepolitischer Sprecher der grünen Ratsfraktion. Er war außerdem Präsident der Vereinigung zur Förderung der Nutzung Erneuerbarer Energien in Sachsen sowie Mitglied des Energiebeirates des sächsischen Ministeriums für Wirtschaft und Arbeit.